# María Ascensión Nicol Goñi
Blahoslavená María Ascensión Nicol Goñi (14. března 1868, Tafalla – 24. února 1940, Pamplona) byla španělská římskokatolická řeholnice a spoluzakladatelka kongregace Sester misionářek dominikánek od Růžence.

## Život
Narodila se 14. března 1868 v Tafalle, jako nejmladší ze čtyř dětí. Jako dítě měla mnoho povinností, včetně pomoci své rodině s domácími pracemi. Když jí bylo 14 let, odešla do internátní školy svaté Růženy z Limy ve městě Huesca. Zde se seznámila s Dominikánskými řeholníky a postupně přišla k pochopení, že jí Bůh vede k řeholnímu životu.
Na konci svého vzdělávacího vzestupu se rozhodla stát Dominikánkou; nicméně se nejprve vrátila domů, kde zůstala rok aby se přesvědčila že její rozhodnutí je správné.
Roku 1885 se vrátila do školy a vstoupila do noviciátu. O rok později složila své časné sliby a stala se učitelkou. Ačkoliv učila 28 let, její hlubokou touhou byla péče o chudé, dokonce i o ty kteří žijí ve vzdálených zemích. Některé její spolu sestry to cítily stejně.
Když vláda zbavila řeholní komunitu školy, sestry ztratily větší část své práce a apoštolátu. Kontaktovali Ameriku a Filipíny s nabídkou jejich dostupnosti.
Roku 1913 biskup Ramón Zubieta y Les, O.P. z apoštolského vikariátu Puerto Maldonado, v peruánském lese, přijel do Huescy s dopisem sester. Požádal je aby sloužily v Peru. V listopadu stejného roku, první skupina pěti sester odešla do Peru. Dorazily 30. prosince. Setry byli vřele přivítány a umístěny do konventu v Limě.
Matka Ascensión a další dvě sestry byli prvními misionáři, kteří dosáhli svého působení na les.
Roku 1915 začala její první mise. Věnovala se vzdělání dětí a zlepšení postavení žen a přinášet Boha pro chudé a opuštěné. Sestry založily internátní školu pro chudé dívky a domov pro nemocné.
Matka Ascensión byla příkladem neochvějné víry a skutečného života modlitby, s přítomností Boha.
Biskupa Zubieta navrhl zbudování nové řeholní kongregace. Dne 5. října 1918 byla na svátek Panny Marie Růžencové založena nová kongregace Sester misionářek dominikánek od Růžence. Matka se stala její první představenou, kterou byla až do své smrti 24. února 1940.

## Proces svatořečení
Dne 24. září 1962 byl zahájen její proces blahořečení. Dne 12. dubna 2003 byla prohlášena ctihodnou. Blahořečena byla 14. května 2005.